# Roslagstulls sjukhus

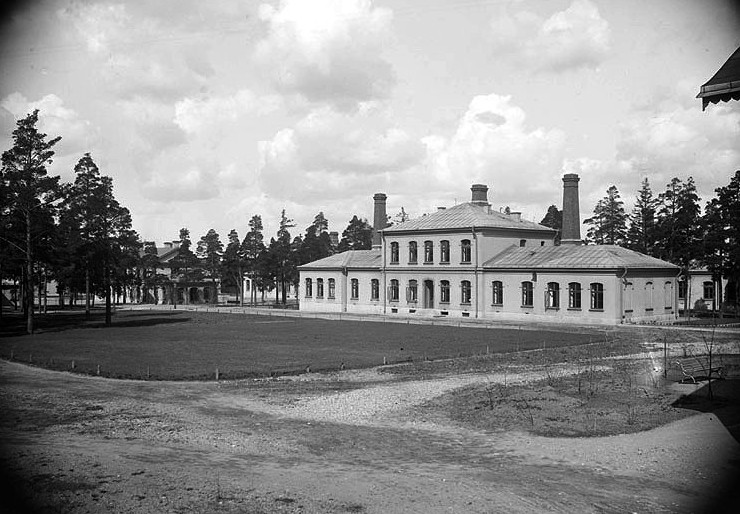
En av sjukhusets byggnader 1896.

Roslagstulls sjukhus, tidigare Stockholms epidemisjukhus, låg vid Ruddammen, nära Roslagstull i norra delen av Stockholms innerstad. Av den ursprungligen omfattande bebyggelsen sparades sex hus, som nyttjas idag av bland annat Stockholms universitet och Kungliga tekniska högskolan. Fyra av dem är blåklassade av Stadsmuseet i Stockholm, vilket innebär att husens kulturhistoriska värde av stadsmuseet anses motsvara fordringarna för byggnadsminnen i Kulturmiljölagen.

## Historik

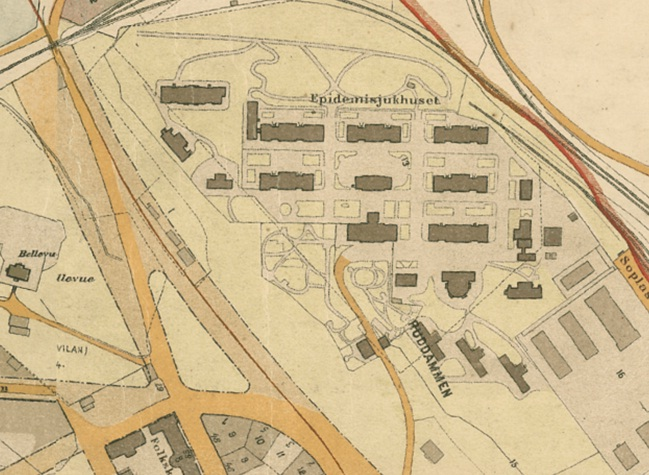
Karta över sjukhusområdet 1909.

Staden hade sedan 1820-talet ett epidemisjukhus i det tidigare Katarina kronobränneri på Södermalm, men nya krav på vården gjorde att det fanns behov av modernare vårdlokaler. 
Stadsfullmäktige beslutade den 28 mars 1890 att låta bygga epidemisjukhuset uppe på Albanokullen, en isolerad och för ändamålet väl anpassad plats. Sjukhusets byggnader anordnades symmetrisk i rader. Anläggningen ritades av arkitekt Per Emanuel Werming och invigdes 18 september 1893. Husen fick en sammanhållande exteriör färgsättning i gul puts och roströda accenter.
Från början var det tänkt att sjukhuset skulle kunna ta emot 175 patienter, men det utökades åtskilliga gånger under årens lopp. 1907 bestod sjukhuset av förvaltningsbyggnad (med bostäder för personal), köksbyggnad, 10 sjukavdelningar (där varje sjukavdelning bildade ett sjukhus för sig med fullständig personal och utrustning), observationsavdelning, tvätt- och desinfektionsanstalt med tork- och vädringshus, likhus, stall- och vagnshus, desinfektionsreservoar och nattvaktshus.
Epidemisjukhuset tog under sin tid emot personer som insjuknat i smittsamma, epidemiska sjukdomar som till exempel difteri, scharlakansfeber, smittkoppor, tyfus och kolera samt från 1980-talet även de första Aids-sjuka i landet.
År 1966 bytte Stockholms epidemisjukhus namn till Roslagstulls sjukhus, som stängdes 1992 och numera upptas de flesta lokalerna av Stockholms universitet samt Kungliga tekniska högskolan, även Engelska Skolan Norr (esn.se) bedriver verksamhet i några av lokalerna. I ett hus byggt 2003 på det gamla sjukhusområdet finns idag även Vetenskapens Hus. På området märka även äldreboendet Kattrumpstullen 5.

## Bilder

Förvaltningsbyggnad vid Epidemisjukhuset, Stockholm. Foto Anton Blomberg ca 1900.
Epidemisjukhuset vid Roslagstull, Stockholm. Fotot taget från Vanadislunden. Johannes folkskola i förgrunden. Foto ca 1900.
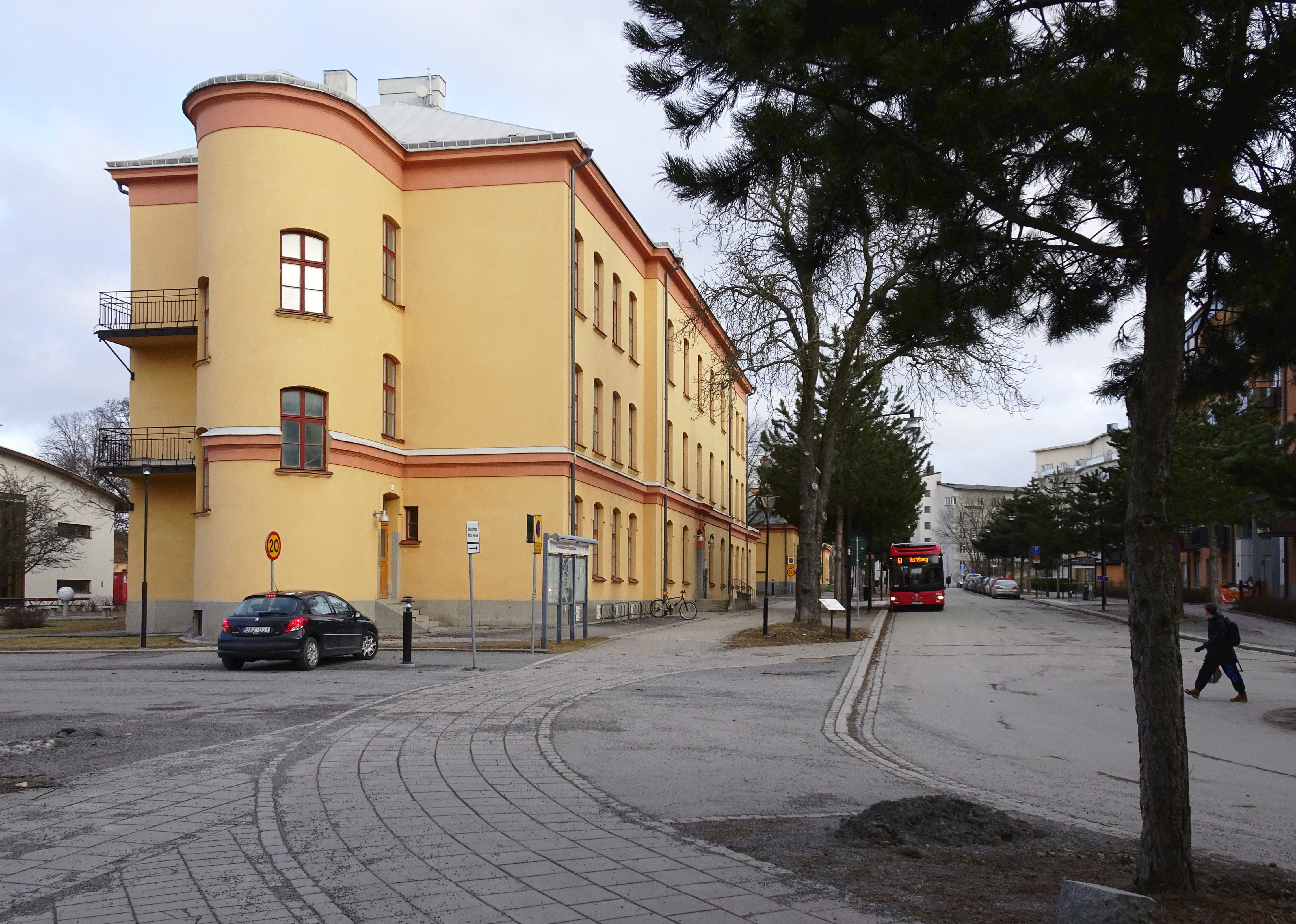
Huvudbyggnaden vid Roslagstullsbacken.
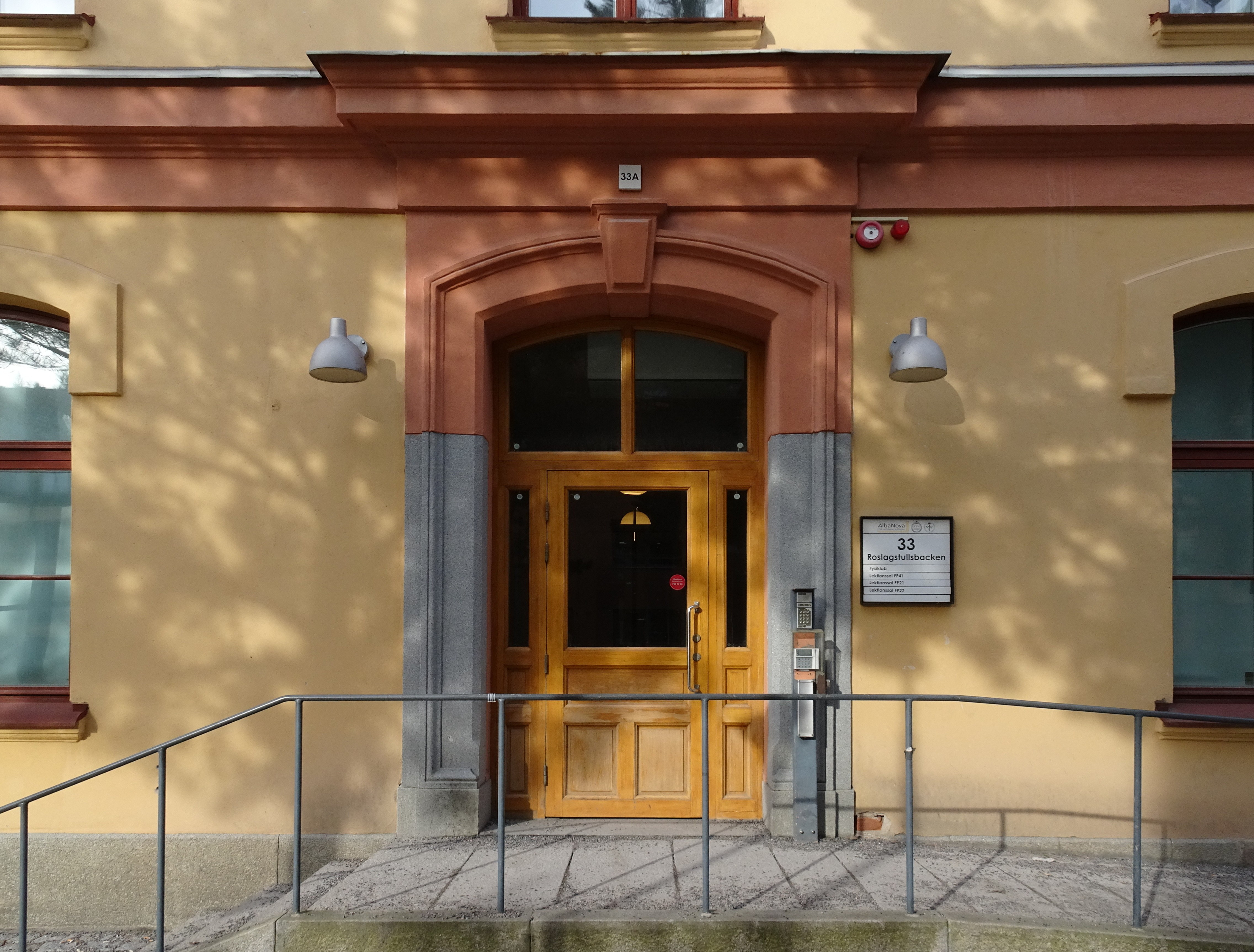
Entré Roslagstullsbacken 33, idag fysiklab.
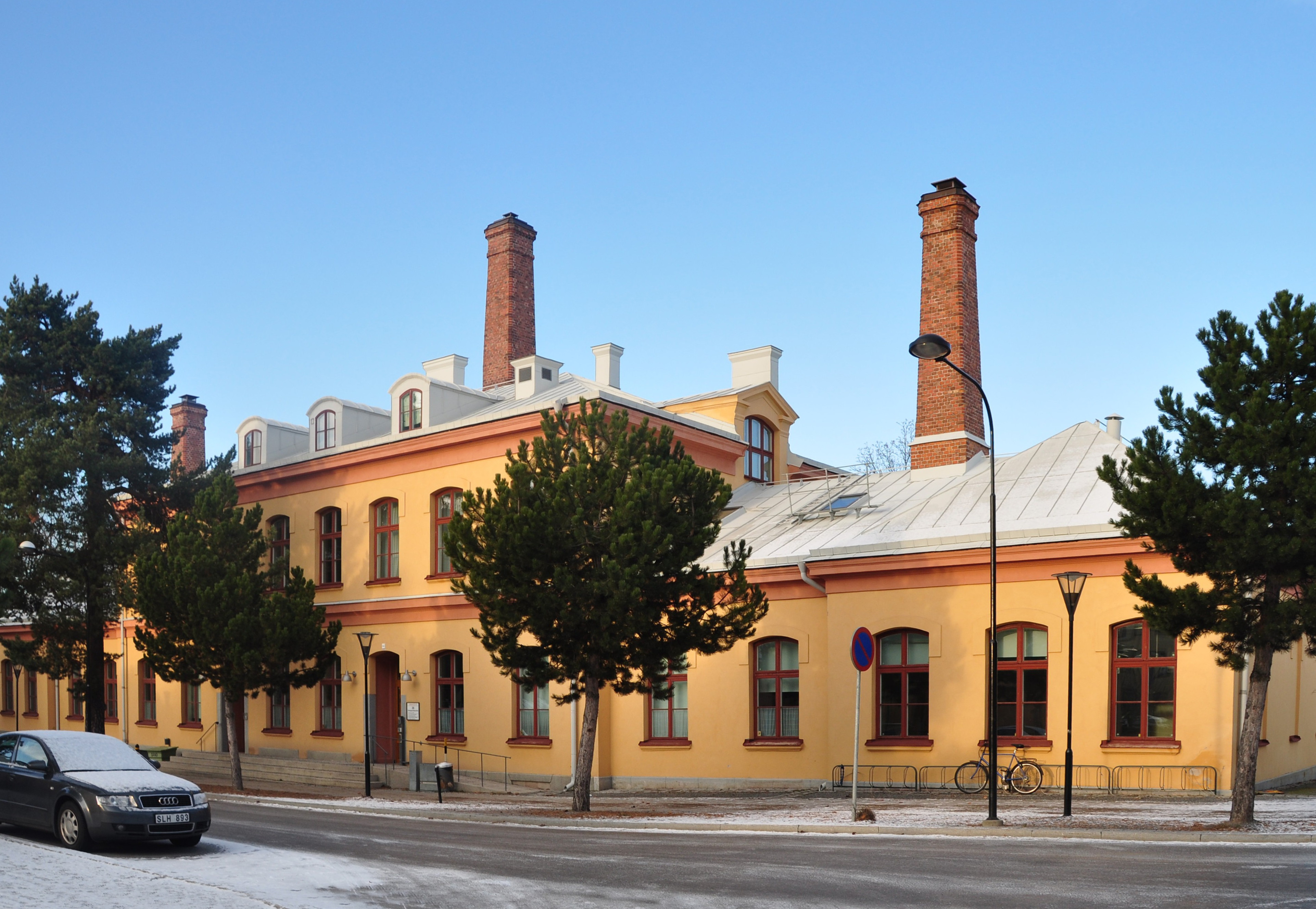
Ett av husen utmed Roslagstullsbacken.
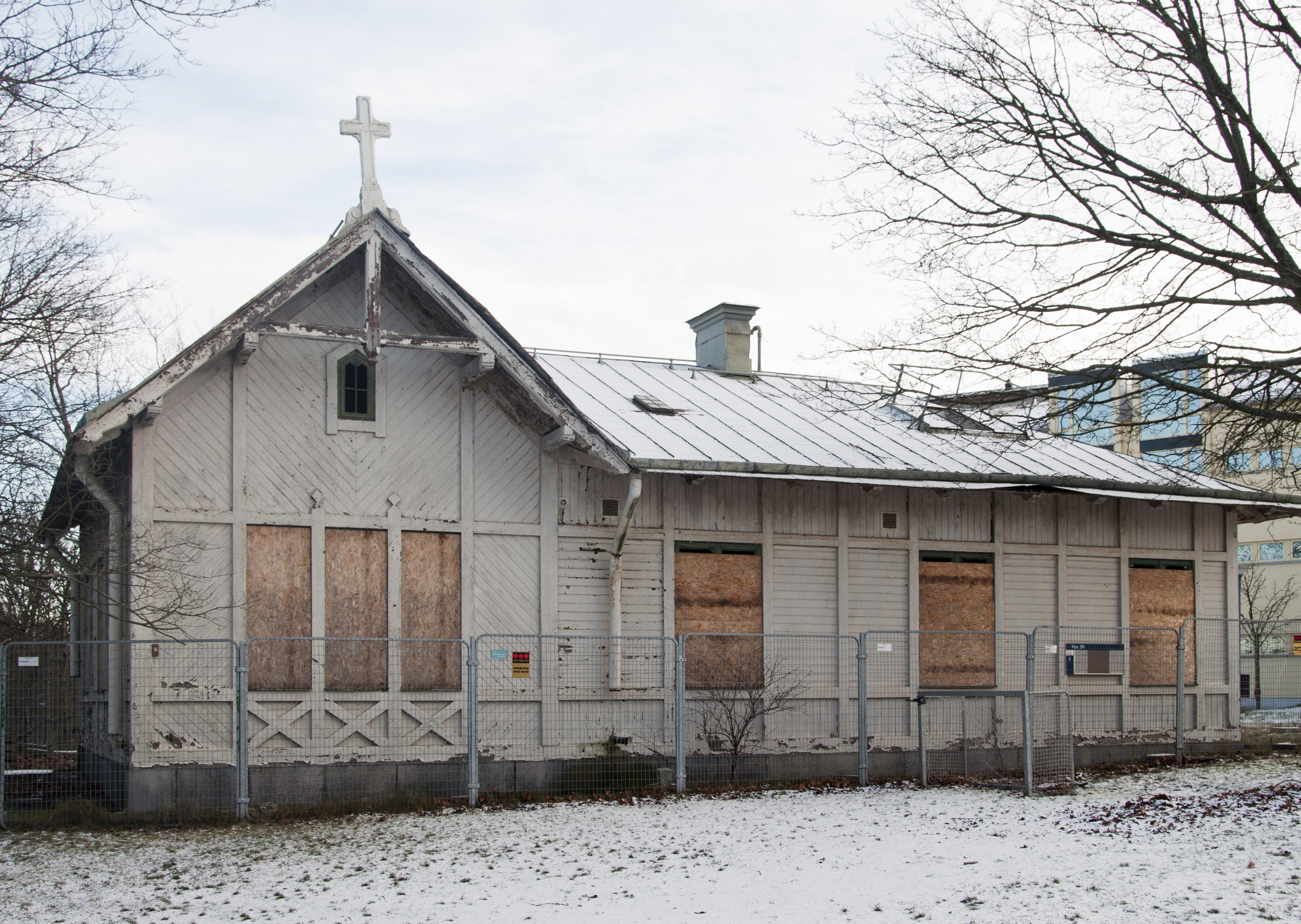
Det förfallna sjukhuskapellet som revs 2012.